# Grelimetro
Il grelimetro è uno strumento che viene utilizzato per lo studio della grandine, in particolare per misurare la grandezza dei singoli chicchi.

## Composizione
Esso è costituito da un supporto su cui si inserisce un pannello (roofmate) di polistirolo di 15 cm per lato e alto abbastanza da non bucare completamente la tavoletta in caso di forte grandine.
A volte viene ricoperto da un foglio di alluminio dello spessore di 170 μm per evidenziare la grandezza massima dei vari chicchi.

## Utilizzo
Il pannello viene installato all'esterno, libero da qualsiasi ostacolo che potrebbe comprometterne la misurazione (come un albero o un muro), in modo orizzontale.
I chicchi di grandine, all'impatto con il pannello, lasciano una serie di minuscoli "crateri". Nel caso in cui la tavola venga ricoperta con un foglio di alluminio, l'impronta dei granelli sarà più marcata.
A fine giornata (o comunque alla fine dell'evento temporalesco caratterizzato da grandine) il pannello viene prelevato e analizzato: il numero e la dimensione delle ammaccature presenti sulla superficie permettono di stimare l'intensità dell'evento grandinigeno in termini di energia liberata. Per misurare il successivo evento grandinigeno è necessario sostituire completamente la pannello con uno nuovo.

## Hailpad
L'hailpad ( dall'inglese hail = grandine) è una variante ormai divenuta standard a livello internazionale.
Il pannello è di schiuma di poliestere espanso estruso, con superficie di 100 centimetri quadrati, spesso 2 cm, ricoperto da un sottile strato di vernice scura sintetica a base di acetato di polivinile.